# 손불남초등학교
손불남초등학교는 대한민국 전라남도 함평군 손불면 산남리에 있었던 공립 초등학교이다.

## 연혁
- 1967년 9월 18일 손불국민학교 석산분교장 개교
- 1969년 9월 8일 손불남국민학교 승격
- 1996년 3월 1일 손불남초등학교 개칭
- 1999년 9월 1일 폐교(손불초등학교로 통합)